# Chrysobothris solieri
Chrysobothris solieri (Goldpunkt-Nadelholz-Prachtkäfer oder Goldpunktierter Kiefern-Prachtkäfer) ist ein Käfer aus der Familie der Prachtkäfer. Die Gattung Chrysobothris ist in Europa mit neun Arten vertreten. Weltweit zählt man etwa 600 Arten zur Gattung Chrysobothris, die hauptsächlich in den Tropen leben. Die Art Chrysobothris solieri ist sehr eng mit der Art Chrysobothris igniventris verwandt, letztere wird von einigen Autoren als Unterart von solieri aufgefasst. Der Käfer gehört nach Anlage 1 der Bundesartenschutzverordnung zu den besonders geschützten Arten.

## Bemerkungen zum Namen
| |
| Abb. 1: Aufsicht                                                                                         |
| |
| Abb. 2: Seitenansicht                                                                                    |
| |
| Abb. 3: Detail: grün: Schenkel am Vorderbein, Pfeilspitze auf Zahn, links von der Seite, rechts von oben |

Der Käfer wurde erstmals von Gory beschrieben. Die Beschreibung erschien im Rahmen einer Bearbeitung der Prachtkäfer durch Laporte und Gory. Diese wurde ursprünglich in 52 Lieferungen veröffentlicht, die für jede Gattung getrennt durchpaginiert waren. Später wurden sie in drei Bänden veröffentlicht. Die Daten der Lieferungen wurden widersprüchlich zitiert. Es wird empfohlen, als Erscheinungsjahr für die Beschreibung von Chrysobothris solieri 1838 (nicht 1837) anzugeben.
Der Käfer stammte aus der Sammlung von Solier, der ihn dem Autor überlassen hatte, obwohl er das einzige Exemplar seiner Sammlung war. Deswegen wurde er von Gory auch nach Solier benannt.
Dem Gattungsnamen Chrysobothris (von altgr. χρῡσός „chrysós“ für „Gold“ und βόθρος „bóthros“ für „Grube, Loch“) entspricht der deutsche Gattungsname Goldgruben-Prachtkäfer. Die deutschen Namen für den Käfer spielen außerdem auf die Wirtsbäume des Käfers an, der sich im Unterschied zu dem häufigeren Chrysobothris affinis nicht in Laubholz entwickelt.
Klingelhöffer beschrieb den Käfer unter dem Namen Chrysobothris pini.

## Merkmale des Käfers
Der sieben bis zwölf Millimeter lange Käfer ist auf der Oberseite bronzefarben bis grünlich schimmernd und trägt auf den Flügeldecken sechs größtenteils golden gefärbte Grübchen.
Der Kopf steht senkrecht zur Körperachse. Er ist zwischen den Augen nicht niedergedrückt. Die kurzen elfgliedrigen Fühler sind nach innen stumpf gesägt mit einem langen ersten und dritten Glied. Sie sind am 2. Glied leicht geknickt. Die fadenförmigen Kiefertaster sind viergliedrig. Die Lippentaster sind deutlich dreigliedrig, das mittlere Glied ist das längste, das walzenförmige Endglied endet abgestutzt. Die Punktierung des Kopfes ist fein, dicht und weniger runzlig als bei Chrysobothris affinis. Der Kopf ist auf der Vorderseite fein und dicht behaart (Abb. 2).
Der Halsschild ist fast doppelt so breit wie lang. Der Vorderrand ist schwach doppelbuchtig, der Hinterrand ist beiderseits tief ausgebuchtet. Der Halsschild ist längs seicht niedergedrückt, vor allem hinten. Er ist überwiegend quer gerunzelt, an den Hinterecken eher gepunktet.
Das Schildchen ist klein und dreieckig.
Die Flügeldecken sind an der Basis zusammen deutlich breiter als der Halsschild und über doppelt so lang wie gemeinsam breit. Sie verlaufen in der vorderen Hälfte etwa parallel, danach verjüngen sie sich annähernd gleichmäßig und sie enden einzeln abgerundet und deutlich gezähnt. Längsrippen sind erkennbar, aber nicht überall deutlich vorspringend wie bei Chrysobothris chrysostigma. Die Zwischenräume zwischen den Längsrippen sind dicht und fein punktiert. Das Intervall zwischen der Naht und der ersten Längsrippe ist nicht eben, sondern wenigstens in der hinteren Hälfte der Länge nach leicht niedergedrückt (bei Abb. 1 als Beleuchtungseffekt heller erscheinend). Größe und Form der sechs goldenen Gruben unterscheidet die Art nicht eindeutig von den anderen Arten. Die am vordersten liegenden Gruben liegen sehr nahe der Flügeldeckenbasis im zweiten Intervall. Sie sind die kleinsten und haben eine längliche Form. Die mittleren Gruben liegen im zweiten und dritten Intervall und erreichen die dritte Längsrippe. Ihre Form erinnert etwas an den vorwärts zeigenden Hufabdruck einer Kuh. Auch die hinteren Gruben sind groß. Dies unterscheidet die Art von Chrysobotris affinis und Chrysobothris leonhardi. Die hintersten Gruben liegen noch weiter außen und sind breiter als lang. Dies gilt auch für Chrysobothris igniventris, letztere Art unterscheidet sich jedoch durch die Färbung des Unterleibs, die Dornen am letzten Sternit und genitalmorphologisch von Chrysobothris solieri.
Die Beine sind kräftig. Die stark entwickelten Vorderschenkel sind gezähnt (Gattungsmerkmal, Abb. 3). Die Tarsen sind alle fünfgliedrig.
Das Analsternit (letzte Bauchplatte des Hinterleibs) ist beim Männchen deutlich ausgeschnitten, der Ausschnitt ist beidseitig durch einen Dorn begrenzt. Beim Weibchen ist es gerade abgestutzt bis schwach doppelt ausgeschnitten, an den Seiten durch einen deutlichen Dorn begrenzt, in der Mitte mit einem meist sehr schwach ausgebildeten Dorn versehen.

## Biologie
In Mitteleuropa entwickelt sich der Käfer hauptsächlich in der Waldkiefer, er wurde jedoch auch aus der Moorkiefer und aus der Fichte gezogen. Aus Frankreich wurden weitere Kiefernarten gemeldet. Auch die Lärche wurde als Brutbaum gemeldet, aber auch angezweifelt. Im Osten werden von dem Käfer ebenfalls Zedern als Brutbäume benutzt.
Man findet den Käfer an sonnenexponierten, heißen Stellen in lichten Nadelwäldern. Er befällt abgestorbene Äste und Stämmchen bis 15 Zentimeter Durchmesser. Die Art wählt dabei bevorzugt Äste, die nicht dem Boden aufliegen, sondern beispielsweise abstehende Kronenäste oder Seitenwurzeln gestürzter Bäume mit noch dünner, glänzender Rinde (Spiegelrinde). Auch brandgeschädigte Äste werden befallen. Die dickere Borke der Stämme wird nicht zur Eiablage benutzt. Die Eier werden einzeln unter Rindenschuppen oder in Rindenspalten abgelegt. Die Larven fressen unter der Rinde zwischen Bast und Splintholz gewundene Gänge. Die Larvengänge werden mit Bohrmehl verfüllt, das wegen der unterschiedlichen Dichte und Farbe als 'wolkig' bezeichnet wird. Die Ränder der Bohrgänge sind scharfkantig in den Splint eingeschnitten. Die Fraßbilder variieren stark. Der Larvengang endet oft über einer hellen Bohrmehlplatte, unter welcher der Gang zur Puppenwiege führt. Die Puppenwiege liegt wenige Millimeter tief im Splintholz in Längsrichtung der Äste. Man findet zwei Typen von Puppenwiegen entsprechend der Anzahl der Zugänge. In solchen mit nur einem Ausgang muss sich die Larve vor der Verpuppung umdrehen, und der Käfer verlässt die Puppenwiege durch den Gang, durch den die Larve kam. Bei Puppenwiegen vom zweiten Typ legt die Larve einen zweiten Ausgang an.
In Mitteleuropa beginnt der Larvenfraß im Sommer des ersten Jahres. Über den Winter stellen die Larven ihre Fraßtätigkeit ein und nehmen sie erst im Frühjahr des nächsten Jahres wieder auf. Im Herbst legen sie eine Puppenwiege an, in der sie nochmals als Larve überwintern. Erst mit Beginn des Frühsommers des zweiten Jahres verpuppen sie sich. Das Puppenstadium dauert acht bis zwölf Wochen. Manche Individuen legen auch erst im zweiten Frühjahr die Puppenwiegen an. In Südfrankreich ist die Entwicklung des Käfers einjährig.
Entsprechend der verschiedenen Klimata findet man den Käfer auch zu verschiedenen Zeiten, in Frankreich von Mai bis Ende September, in Griechenland von Anfang April bis Mitte Oktober, In Baden-Württemberg von Mitte Juni bis Mitte August mit dem Maximum im August.

## Verbreitung
Wegen der problematischen Trennung von Chrysobotris igniventris ist die Verbreitung von Chrysobothris solieri in verschiedenen Quellen unterschiedlich angegeben. Nach Niehuis ist die Art um das gesamte Mittelmeer verbreitet (holomediterran). Außerdem kommt sie in Portugal vor und die nördliche Verbreitungsgrenze verläuft durch Frankreich, Deutschland, Österreich, Slowenien, Kroatien, Serbien und Bulgarien. Davon abweichend fehlt laut Fauna Europaea die Art in Österreich, kommt aber auch in der Ukraine vor.